# Richard Gordon
Richard Francis „Dick“ Gordon, Jr. (5. října 1929 Seattle, Washington, USA – 6. listopadu 2017 San Marcos, Kalifornie, USA) byl americký pilot a astronaut z programů Gemini a Apollo.

## Život

### Mládí avýcvik
V roce 1951 ukončil studia na University of Washington a s diplomem inženýra chemie vzápětí poté nastoupil do armády. Stal se námořním pilotem na základně v Jacksonvillu na Floridě u přepadových stíhačů. Po čase odešel do školy zkušebních námořních pilotů v Patuxent Riveru v Marylandu. Létal na celé řadě nových typů reaktivních letadel.
Po třech letech nastoupil jako testovací pilot stíhačky F4H na kalifornské základně v Miramaru a získal celou řadu národních leteckých rekordů. V květnu 1961 při transkontinentálním letu Los Angeles – New York stanovil nový rekord 1 399,7 km/h, trasu uletěl za 2 hodiny a 47 minut. V době, kdy byl přijat do třetí skupiny amerických astronautů (18. října 1963), měl nalétáno 4 682 hodin. Po nezbytném výcviku byl jmenován do záložní posádky Gemini 8.

### Lety do vesmíru
Poprvé letěl na palubě Gemini 11 v září 1966. Velitelem lodě byl Charles Conrad. Startovali z kosmodromu na mysu Canaveral, dostali se na oběžnou dráhu Země, čtyřikrát se spojili s raketou Atlas – Agena a po třech dnech letu přistáli na hladině Atlantského oceánu.
Za tři roky po svém prvním letu byl jmenován napřed velitelem záložní posádky pro Apollo 9, brzy nato letěl podruhé, tentokrát na palubě Apolla 12. Cíl mise: Měsíc. Zatímco jeho kolegové na lodi, kosmonauti Charles Conrad a Alan Bean na Měsíci přistáli a také na něj vstoupili, Richard Gordon zůstal 31 hodin na oběžné dráze Měsíce, který pětačtyřicetkrát obkroužil. Když se Conrad s Beanem vrátili na loď, odstartovali k Zemi a po deseti dnech ve vesmíru přistáli na hladině Tichého oceánu.
Oba lety začaly startem na Floridě z mysu Canaveral a byly zakončeny přistáním kabiny lodi s pomocí padáků na hladině oceánu.
- Gemini 11 (12. září 1966 – 15. září 1966)
- Apollo 12 (14. listopadu 1969 – 24. listopadu 1969)

### Po skončení letu
Po letu s Apollem 12 byl ještě kapitán Gordon jmenován do záložní posádky Apolla 15. Dne 1. ledna 1972 z NASA i armády odešel a stal se viceprezidentem společnosti The New Orleans Saints of the National Footbal League. Od 1. dubna 1977 byl hlavním manažerem energetického oddělení firmy John Mecom Company, v roce 1993 prezidentem Space Age America Inc. Jeho koníčky byly vodní lyžování a golf.
Byl ženatý a měl šest dětí.
Zemřel 6. listopadu 2017 v San Marcos ve věku 88 let.